# ARCOS-1
ARCOS-1 es el nombre de un cable submarino de fibra óptica que bordea varios países del Caribe con una velocidad de transmisión de 960 Gbps. Tiene una longitud de 8400 kilómetros, debido a su longitud, se dividió en dos fases: La fase 1 está en servicio desde septiembre de 2001 y la Fase II desde marzo de 2002. 
ARCOS-1 significa "Americas Region Caribbean Optical-Ring System". se traduce como sistema de anillo americano de la región caribeña. El sistema de cable se encuentra en una configuración de anillo, el anillo cubre toda la región caribeña de América del Sur, América Central y Norteamérica. Se extiende entre los Estados Unidos, Las Bahamas, Islas Turcas y Caicos, República Dominicana, Puerto Rico, Curazao, Venezuela, Colombia, Panamá, Costa Rica, Nicaragua, Honduras, Guatemala, Belice y México. 

## Empresas (incompleto)
- Columbus Networks (Antiguamente - New World Network)
- Telecomunicaciones Ultramarinas de Puerto Rico (TUPR or ULTRACOM)
- Instituto Costarricense de Electricidad (ICE)
- Marbella Wireless Networks.

## Puntos de anclaje
Los puntos de amarre son:

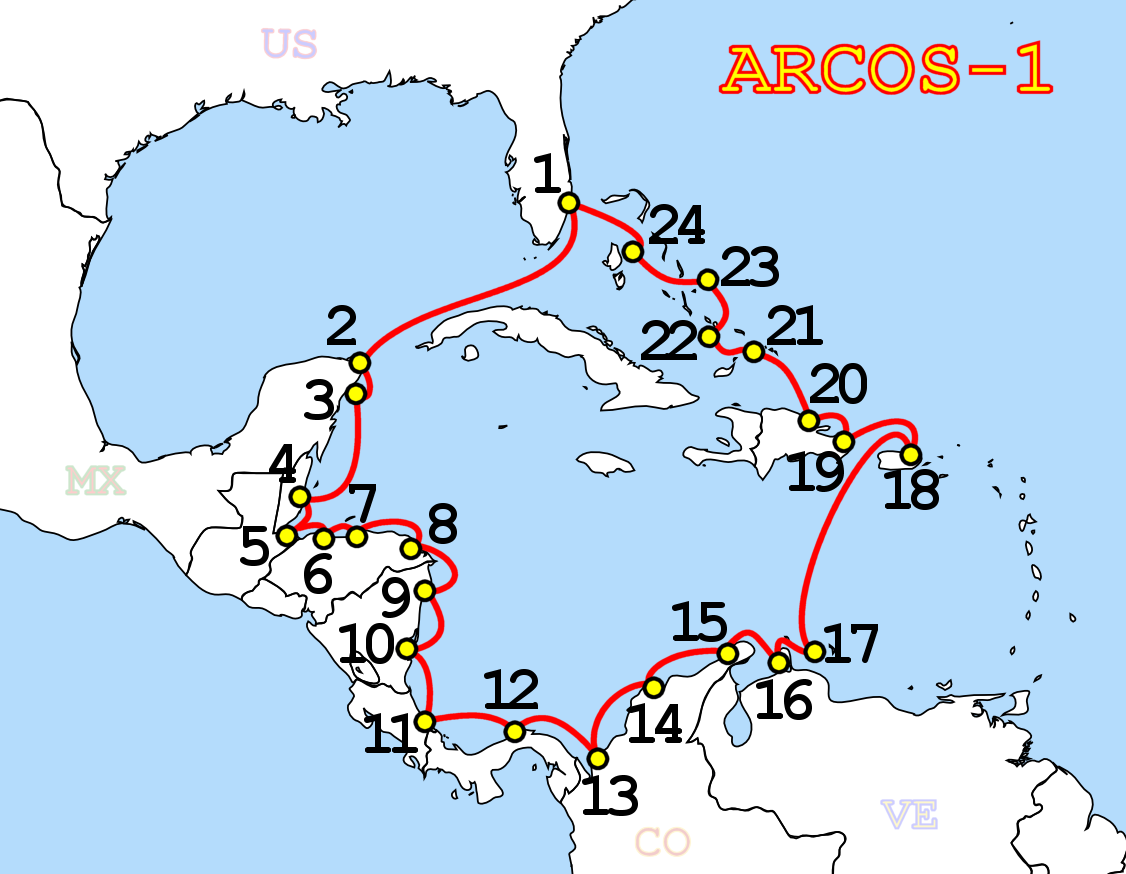
Ruta del cable.

1. North Miami Beach, Florida, Estados Unidos
2. Cancún, México
3. Tulum, México
4. Ladyville, Belice
5. Puerto Barrios, Guatemala
6. Puerto Cortés, Honduras
7. Trujillo, Honduras
8. Puerto Lempira, Honduras
9. Puerto Cabezas, Nicaragua
10. Bluefields, Nicaragua
11. Puerto Limón, Costa Rica
12. María Chiquita, Panamá
13. Ustupu, Panamá
14. Cartagena, Colombia
15. Riohacha, Colombia
16. Punto Fijo, Venezuela
17. Willemstad, Curazao
18. San Juan, Puerto Rico
19. Punta Cana, República Dominicana
20. Puerto Plata, República Dominicana
21. Providenciales, Islas Turcas y Caicos
22. Isla de Crooked, Bahamas
23. Cat Island, Bahamas
24. Nassau, Bahamas